# Josef Fischer
Josef Emanuel Fischer, född 8 maj 1874, död 1 november 1926 i Stockholm, var en svensk skådespelare.

## Filmografi
- 1918 – Thomas Graals bästa barn - Alexander Douglas, godsägare, Bessies far
- 1920 – Bodakungen  - man på festen på Bodagården
- 1920 – Baron Olson - Stang, advokat
- 1920 – Gyurkovicsarna - kapten Hetcis-Janky, friherrinnans styvson
- 1923 – Boman på utställningen - Farbror Jörgen
- 1925 – Karl XII del II - storvesiren
- 1926 – Fänrik Ståls sägner-del I - Fredrik Adolf Jägerhorn, överste

## Teater

### Roller (ej komplett)
| År   | Roll                   | Produktion                                                                                    | Regi             | Teater                     |
| ---- | ---------------------- | --------------------------------------------------------------------------------------------- | ---------------- | -------------------------- |
| 1912 | Hagen                  | Kommanditbolaget Wall, Berger & C:o Einar Fröberg                                             | Knut Nyblom      | Vasateatern                |
| 1912 |                        | Den nakna sanningen ('The Naked Truth) George Paston och W.B. Maxwell                         |                  | Vasateatern                |
| 1912 | Baron Liwenhausen      | 4711 Algot Sandberg                                                                           | Knut Nyblom      | Vasateatern                |
| 1913 | Justitierådet Neubauer | Min herr far Franz Arnold och Victor Arnold                                                   | Knut Nyblom      | Vasateatern                |
| 1913 | Georg von Silberberg   | Som man är klädd... Gábor Drégely                                                             | Knut Nyblom      | Vasateatern                |
| 1913 | Pinglet                | Borgmästarinnan ('La presidente) Maurice Hennequin och Pierre Veber                           | Albert Ranft     | Vasateatern                |
| 1913 | Curtis Bedford         | Amatörtjuven (Raffles, The Amateur Cracksman) E. W. Hornung och Eugene Presbrey               | Knut Nyblom      | Vasateatern                |
| 1914 | Eduard Burwig          | Spanska flugan (Die spanische Fliege) Franz Arnold och Ernst Bach Översättning Algot Sandberg | Knut Nyblom      | Vasateatern                |
| 1914 | Alcosta                | Affären Costa Negra Gustaf Janson                                                             |                  | Vasateatern                |
| 1914 | West                   | Kontanter (Ready Money) James Montgomery                                                      | Knut Nyblom      | Vasateatern                |
| 1914 | des Champèstes         | Hon – eller ingen (Une affaire scandaleuse) Paul Gavault och Maurice Ordonneau                | Knut Nyblom      | Vasateatern                |
| 1914 | Pastor Holding         | Kompanjonen (Der Compagnon) Adolph L'Arronge                                                  | Knut Nyblom      | Vasateatern                |
| 1914 | Axel von Rambow        | Livet på landet (Onkel Bräsig) Fritz Reuter                                                   |                  | Vasateatern                |
| 1914 | Gerbier des Jones      | När fruarna resa André Monetzi-Eon och Nicolas Nancey                                         | Knut Nyblom      | Vasateatern                |
| 1914 | Felix Rieger           | Trötte Teodor Max Neal och Max Ferner                                                         | Knut Nyblom      | Vasateatern                |
| 1915 | Pedro Estremadura      | Nattfrämmande Fritz Friedmann-Frederich                                                       |                  | Vasateatern                |
| 1915 | Bruckel                | Inkvartering Dick Digerman                                                                    | Oscar Byström    | Vasateatern                |
| 1916 | George McChesney       | Annonsera! Roi Cooper Megrue och Walter Hackett                                               | Knut Nyblom      | Vasateatern                |
| 1916 | Jonathan Brackson      | Herkulespillerna Maurice Hennequin                                                            |                  | Vasateatern                |
| 1916 | Karl Bilz              | Gamla Heidelberg (Alt-Heidelberg) Wilhelm Meyer-Förster                                       |                  | Svenska teatern, Stockholm |
| 1917 | Otto Bárány            | Efter skilsmässan Algot Sandberg                                                              | Knut Nyblom      | Vasateatern                |
| 1917 | Doktor MacLaren        | Diamanten Horace Hedges och Wigney Percyval                                                   | Knut Nyblom      | Vasateatern                |
| 1917 | Chemard                | Mästertjuven Tristan Bernard och Alfred Athis                                                 | Einar Fröberg    | Djurgårdsteatern           |
| 1917 |                        | Kring drottningen Brita von Horn                                                              | Gunnar Klintberg | Svenska teatern, Stockholm |
| 1919 |                        | En flickpension Alexandre Bisson                                                              |                  | Folkteatern                |
| 1919 |                        | Mannen utan minne B. Decker och Robert Pohl                                                   | Otto Malmberg    | Folkteatern                |
| 1920 | Medverkande            | Krasch, revy Karl-Ewert och Karl Gerhard                                                      | Ernst Brunman    | Folkteatern                |
| 1920 |                        | Clara från Narvavägen Björn Hodell                                                            | Ernst Brunman    | Folkteatern                |